# Palazzo del Boschetto
Il palazzo del Boschetto è una villa suburbana che sorge nelle vicinanze della Reggia di Caserta.

## Storia
Andrea Matteo Acquaviva D'Aragona, secondo principe di Caserta, che resse il feudo dal 1595 al 1635, decise di affiancare alla più antica dimora paterna di palazzo della Torre un edificio di dimensioni minori e poco distante dal primo. Nel palazzo del Boschetto compaiono tutti gli elementi tipici dell'architettura della villa alla romana: il giardino di statue, le pitture di paesaggi, le volte affrescate con grottesche, le pareti mosse da nicchie con statue, il labirinto per il diletto degli ospiti.
Il Boschetto non fu l'unica costruzione: nei primi anni del suo principato, Andrea Matteo diede corpo ad un intenso programma edilizio, completando l'opera già iniziata dal padre ed avviando progetti per nuovi edifici. Completò il palazzo Baronale, già iniziato dal padre Giulio, ed il palazzo del belvedere di San Leucio. La presenza di Giovanni Antonio Dosio a Caserta è documentata con sicurezza dal 1605 al 1610.